# Liceo Maximiliano Salas Marchán
El Liceo Maximiliano Salas Marchán (conocido como Liceo Max. Salas) es un establecimiento educacional chileno fundado en el año 1904 en la ciudad de Los Andes. Imparte enseñanza a hombres y mujeres en las modalidades de Educación General Básica (7° y 8° básico), Educación Media Científico Humanista (1° a 4° medio) y adicionalmente Educación Vespertina (7° básico a 4° medio), contando con más de 1200 alumnos matriculados anualmente.

## Historia[3]

### Orígenes (1904 - 1928)
Su origen se remonta a la necesidad de los jóvenes estudiantes andinos, ante la ausencia de educación secundaria en la comuna. Aquello suponía un problema para los que querían continuar sus estudios, pues debían incorporarse al Liceo de Hombres de San Felipe (actual Liceo Roberto Humeres Oyaneder), internarse en Santiago o dejar sus estudios inconclusos. La creación del Liceo de Hombres de Los Andes se hizo efectiva mediante el decreto N° 826 del 14 de marzo de 1904, firmado por el entonces presidente Germán Riesco.
Así es inaugurado el domingo 10 de julio de 1904 como el Liceo de Hombres de Los Andes por su primer rector Maximiliano Salas Marchán, transformándose en el primer liceo para hombres de la ciudad y otorgándole un gran prestigio social debido a la figura que el mismo rector representaba por aquellos años en la comunidad andina.
En sus inicios, el liceo desempeñaba sus funciones académicas en una vieja casona de adobe ubicada en la calle Papudo N° 28 A, siendo posteriormente reubicado en un edificio de calle Santa Rosa hasta su cierre en 1928, a causa del decreto N° 135 que establecía la reestructuración de la educación secundaria.

### Reapertura (1939)
No quedando más alternativa que el Liceo de Hombres de San Felipe en cuanto a educación secundaria completa, no fue hasta 1939 que el liceo reabrió sus puertas de la mano del entonces presidente Pedro Aguirre Cerda y su plan de expansión educacional. Con el traslado del ex Liceo de Taltal, sus docentes y mobiliario a la ciudad de Los Andes, su primer rector fue Pedro Villagrán Arroyo, pasando a ser de género mixto y estando ubicado en calle Santa Rosa 677.
Durante la gestión del rector Exequiel Céspedes se concretan diferentes proyectos, tales como el actual gimnasio (inaugurado en diciembre de 1947) y la adquisición de un local propio. Además, se aumenta la cantidad de docentes, se crea el museo de bellas artes (los bustos y esculturas de yeso que están en la entrada actual) y se inaugura la biblioteca.
Ante la permanente problemática del espacio, en el período del rector Oscar Granadino se construyó una infraestructura amplia y modernizada con cerca de 4.774 m², mucho más acorde a las necesidades del momento. Esta infraestructura todavía permanece en la actualidad. 
En 1968, el liceo recibe su nombre actual por Ley N° 16.928.

### Proyecto Montegrande (1998 - 2002)
Bajo el alero del programa MECE-Media, y con el objetivo de mejorar la infraestructura y la calidad de enseñanza de los liceos municipales, en el año 1998 se inicia una nueva etapa de transición que busca la revitalización del prestigio que el liceo tuvo en sus mejores años. Durante 4 años, se desarrollan diversos proyectos y programas orientados tanto a profesores como alumnos, siendo los más destacables: el hermoseamiento de sus jardines y pabellones, la construcción de espacios de recreación, la creación de laboratorios, el reacondicionamiento de salas y gimnasio, y también la implementación total de la Jornada Escolar Completa.

### Actualidad (2002-presente)
Durante el mes de junio del año 2004 se realizaron programas para conmemorar los 100 años de historia, incluyendo actividades artísticas, deportivas y religiosas.
El año 2009 recibe de parte del Ministerio de Educación el título de liceo Tradicional. Esto como un reconocimiento a sus años de trayectoria y excelentes resultados académicos obtenidos en la pruebas SIMCE y Prueba de Selección Universitaria (PSU), adquiriendo 400 millones de pesos para la mejora del establecimiento. Más tarde, en 2011 recibe el título de liceo Bicentenario.
El año 2024 se llevó a cabo la construcción de una tensoestructura de arcos sobre pilares de hormigón para cubrir gran parte del patio central.

## Emblemas institucionales

### Himno
La autoría de la letra corresponde al profesor Pedro Canobra, mientras que la música al profesor Abel Zapata.

## Rectores

### Grandes rectores
En la historia del establecimiento se reconocen tres figuras relevantes en diferentes períodos, pero que en conjunto cimentaron las bases de lo que es actualmente. Estos rectores son:
- Maximiliano Salas Marchán (período 1904 - 1912).
- Exequiel Céspedes Galleguillos (período 1941 - 1945).
- Oscar Granadino Yáñez (período 1953 - 1984).

Dentro de los logros que se consiguieron durante sus períodos, algunos de ellos son: gran reconocimiento a nivel local, mayor accesibilidad a la educación formal, mejoramiento de la infraestructura, construcción del actual gimnasio, entre otros tantos.

### Listado histórico
| Rector (a)                     | Período         |
| ------------------------------ | --------------- |
| Maximiliano Salas Marchán      | 1904 - 1912     |
| Pedro Villagrán Arroyo         | 1939 - 1940     |
| Exequiel Céspedes Galleguillos | 1941 - 1945     |
| Rigoberto Silva Retamal        | 1946 - 1952     |
| Oscar Granadino Yáñez          | 1953 - 1984     |
| Sady Castillo Mellado          | 1985            |
| Marta Ortega Segovia           | 1986 - 1994     |
| Lucio Flores Pérez             | 1995 - 1997     |
| Marina Vásquez Cabrera         | 1998 - 1999     |
| Luis González Reyes            | 1999 - 2000     |
| María Jarpa Roa                | 2001 - 2005     |
| Carlos Sánchez Tapia           | 2006 - 2011     |
| Alejandro Cassi Arancibia      | 2011 - 2012     |
| Natalia Fuentealba Díaz        | 2013 - 2018     |
| María Fernández Ponce          | 2019 - presente |